# Louis Bertrand de Sivray
Louis Bertrand de Sivray, né le 23 août 1766, au Luc (Var), mort le 3 juillet 1850 au Luc (Var), est un général français de la Révolution et de l’Empire.

## Biographie

### Origine et famille
Louis Bertrand de Sivray, issu d'une famille noble de Provence, est le fils de Jean-Baptiste-Louis Bertrand et d’Anne-Françoise Charles. 
Son père, capitaine au régiment de Languedoc (infanterie), a ensuite été commandant « des volontaires du Sénégal » et est mort dans ce pays en 1783.
Louis Bertrand de Sivray est le frère de Jean-Baptiste Bertrand-Geslin, officier de la République, participant au traité de la Jaunaye en 1795, maire de Nantes de 1805 à 1813, de La Flèche sous la Monarchie de Juillet.

### Ancien Régime
Le 20 juillet 1782, il entre dans la compagnie des cadets-gentilshommes établie à Lorient, il passe sous-lieutenant le 18 août 1785 dans le régiment de Bourbon et est nommé lieutenant le 1er avril 1788. Ce corps ayant été réincorporé dans le régiment de Pondichéry, le 3 décembre 1789, le jeune Bertrand est compris dans la nouvelle organisation. 
Député à l'Assemblée nationale par les garnisons de l'Inde, le 21 septembre 1791, il se rend à Paris, et c'est là qu'il apprend par les officiers de son régiment qui étaient de retour en France, sa nomination au grade de capitaine en 1792. Le 10 août 1792, lors de l'instauration de la Commune de Paris, il sauve de justesse le député royaliste Vincent-Marie Viénot de Vaublanc d'un coup de sabre.

### Période de la Révolution française
Aide de camp du général Montredon, le 18 août 1793, il fait avec lui la campagne de cette année à l’armée des Pyrénées orientales, et passe successivement avec les mêmes fonctions auprès des généraux Prévost et Pérignon, pendant les campagnes des ans II et III.
Nommé chef de bataillon des chasseurs-éclaireurs de cette même armée, le 6 ventôse an III, il s'y fait remarquer dans toutes les rencontres avec l'ennemi. Le 28 thermidor an VII, il passe avec son grade dans la 41e demi-brigade de ligne, et sert à l'armée d'Italie sous les ordres de Moreau.
Colonel du 3e régiment d'infanterie légère, le 13 prairial an VIII, il fait les deux campagnes suivantes en Italie.

### Consulat et Empire
Le premier consul le nomme membre de la Légion d'honneur, le 19 frimaire an XII, et officier du même ordre le 25 prairial suivant.
Le colonel Bertrand se distingue à nouveau en Italie en 1804 et 1805, puis en Dalmatie de 1806 à 1808. L'ouverture de la campagne d'Autriche en 1809 lui fournit de nouvelles occasions de se signaler. Au mois de mai 1809, il défend à la tête de son régiment une position devant Licea, vigoureusement attaquée par les Autrichiens.
Napoléon lui confère le 9 juin suivant le grade de général de brigade, dans lequel il est employé à l'armée d'Illyrie, jusqu'au 7 décembre 1810 ; peu après il reçoit le titre de baron de l'Empire. Mis en disponibilité par suite de la réduction de cette armée, il ne reprend de l'activité qu'à l'époque de la campagne de Russie (1812).
Rentré en France, le 2 février 1813, il est appelé, le 6 avril suivant, au commandement du département du Var, et au commandement supérieur des îles d'Hyères. Le 25 novembre de la même année, le gouvernement le désigne pour remplir les fonctions de chef d’état-major du prince d'Essling, commandant supérieur de la 8e division militaire ; il conserve cette position jusqu'au 9 janvier 1814. Le 18 avril, le maréchal lui donne l'ordre de prendre le commandement du Var, dans lequel il est remplacé le 10 mai.

### Restauration et Monarchie de Juillet
Le général Bertrand est mis à la retraite le 1er août 1815, et y reste jusqu'au 22 mars 1831, époque à laquelle le nouveau gouvernement le place dans le cadre de réserve. Admis de nouveau à faire valoir ses droits à la retraite, il l'obtient le 1er mai 1832, et va en jouir dans ses foyers, entièrement retiré des affaires.
Il meurt le 3 juillet 1850 au Luc.

## Armoiries
| Figure | Blasonnement |
|        | Armes du baron Bertrand de Sivray et de l'Empire (décret du 19 mars 1808, lettres patentes du 9 septembre 1810 (Saint-Cloud)) Coupé au premier parti à dextre d'or à la bande d'azur ; à senestre des barons tirés de l'armée, au deuxième d'azur au casque taré de fasce d'or, panaché de cinq plumes d'argent et accompagné de deux étoiles du même, une à dextre, une à senestre. Livrées : les couleurs de l'écu. |